# Andrej Deev
Andrej Deev (in russo Андрей Деев?; Sverdlovsk, 20 gennaio 1978) è uno schermidore russo, vincitore di una medaglia di bronzo ai campionati mondiali di scherma.

## Palmarès
- Mondiali di scherma

Lipsia 2005: bronzo nel fioretto individuale.
- Europei di scherma

Zalaegerszeg 2005: argento nel fioretto a squadre.
Smirne 2006: bronzo nel fioretto a squadre.
Gand 2007: argento nel fioretto a squadre.